# Озол, Эльмарс Альфредович
Э́льмарс Альфре́дович О́зол (4 января 1922, Воронеж — 31 октября 1981, Казань) ― советский врач, кардиолог, доктор медицинских наук (1973), профессор (1981). Сын Альфреда Озола, учёного-эпидемиолога, профессора.

## Биография
Родился 4 января 1922 года в городе Воронеж, РСФСР.
В 1941 году поступил в Казанский государственный медицинский институт, который окончил в 1948 году. Получив диплом, начал работать в Казанском государственном институте для усовершенствования врачей (ГИДУВ).
С 1952 года работал врачом-кардиологом в городе Дзержинск в Горьковской области. В 1960 году перешёл на работу на завод «Медфизприбор» Союзного конструкторского технического бюро в Казани.
С 1962 года лечил пациентов в Казанской городской больнице № 6. С 1965 года Эльмар Озол работает в Центральной научно-исследовательской лаборатории Казанского государственного медицинского института.
В 1973 году успешно защитил докторскую диссертацию на тему о функциональной диагностики сердечно-сосудистых заболеваний. В 1981 году был избран профессором.
В 1974 году был назначен заведующим кафедрой функциональной диагностики Казанского государственного института для усовершенствования врачей, работал в этой должности до самой своей смерти.
Сфера научных интересов Озола лежала в области кардиологии, в частности, написал труды по разработке методов анализа электрокардиограмм при обследовании больных с заболеваниями сердечно-сосудистой системы. Им была модифицирована ортогональная система Франка. Внёс неоценимый вклад в векторную теорию интерпретации электрокардиографии.
Как и его отец, хорошо знал английский язык, читал на нём художественную литературу.
Умер 31 октября 1981 года в Казани.